# Erland von Koch
Sigurd Christian Jag Erland Vogt von Koch (né à Stockholm le 26 avril 1910 et mort à Stockholm le 31 janvier 2009) est un compositeur suédois.

## Biographie
Né à Stockholm, il est le fils du compositeur Sigurd von Koch (1879–1919), Erland von Koch a étudié au Conservatoire de Stockholm de 1931 à 1935 et a obtenu ses diplômes de chef de chœur et d'organiste. Entre 1936 et 1938, il a vécu en Allemagne et en France dans le but de poursuivre ses études pour la composition avec Paul Höffer, pour la direction d'orchestre avec Clemens Krauss, et pour le piano avec Claudio Arrau. Plus tard, il a pris des leçons privées avec Tor Mann (en) en Suède.
Il a enseigné à la Karl Wohlfarts Musikschule de 1939 à 1945. Koch a également passé les deux dernières années de cette période de travail comme expert du son et chef de chœur pour la radio. Il a composé beaucoup de musique pour le cinéma suédois pendant une bonne quarantaine d'années. De 1953 à 1975, il a été professeur d'harmonie au Conservatoire de Stockholm, où il a été nommé professeur en 1968.
Koch est devenu membre de l'Académie royale suédoise de musique en 1957. Il a reçu de nombreux honneurs et prix à la fois nationaux et internationaux pour ses compositions. Il a écrit six symphonies (dont la cinquième, Lapponica, est dédiée au peuple des Samis), douze Danses Scandinaves, un opéra (Pelle Svanslös), et cinq ballets, ainsi que de la musique pour orchestre de vents.
Même âgé de 90 ans, il a continué à composer et étudier chaque jour. Ses œuvres peuvent être décrites comme simples et sa devise a toujours été de « privilégier la mélodie ».

## Œuvres

### Musique pour la scène
- Opéra: Pelle Svanslös (1955)
- Ballet: Askungen (1961-63)

### Musiques de film
- Pour Ingmar Bergman, la musique des films Crise (Kris, 1946), Il pleut sur notre amour (Det regnar på vår kärlek, 1946), L'Éternel Mirage (Skepp till India land, 1947), Musique dans les ténèbres (Musik i mörker, 1948), Ville portuaire (Hamnstad, 1948), La Prison (Fängelse, 1949) ; pour Hasse Ekman, la musique des films Den vita katten (1950) et La Fille aux jacinthes (Flicka och hyacinter, 1950) ; pour Hampe Faustman, la musique des films När ängarna blommar (1946), Lars Hård (1948), Kvinnan bakom allt (en) (1951) et Gud fader och tattaren (1954) ; pour Åke Ohberg (en) la musique des films Dynamit (1947), Folket i Simlångsdalen (1947) et Göingehövdingen (1953) ; pour Gösta Folke, la musique des films På dessa skuldror (1948), Människors rike (1949) et Seger i mörker (1954)

### Musique orchestrale
- Ballett-overture for large orchestra (1943, rev 1956)
- Six symphonies
  - nº 1 (1938)
  - nº 2 (1945) Sinfonia dalecarlia,
  - nº 3 (1948)
  - nº 4 (1952-53, rev 1963) Sinfonia seria,
  - nº 5 Lapponica (1977),
  - nº 6 Salvare la terra (1992)
- Sinfonietta, op 44 (1949)
- Oxbergvariationer (1956)
- Dance rhapsody (1957)
- 2 concertos pour violon
  - nº 1 (1937)
  - nº 2 (1979-80)
- Concerto pour alto, Op 33 (1946, rev 1966)
- Concerto pour violoncelle (1951, rev 1966)
- 3 concertos pour piano (1956)
  - nº 1 (1936)
  - nº 2 (1962)
  - nº 3 (1970) avec orchestre à vent
- Concerto pour saxophone (1958) dédié à Sigurd Rascher
- 12 Danses scandinaves pour orchestre (1958)
- Concerto Lirico pour orchestre à cordes (1961)
- Solo pour clarinette basse.

### Musique de chambre
- 6 quatuors à cordes
  - nº 1 (1934)
  - nº 2 (1944)
  - nº 3 (1950) Musica intima
  - nº 4 (1956, rev 1959)
  - nº 5 (1961),
  - nº 6 (1963) Serenata expessiva
- 2 Sonates pour Violon (1965), (1975)
- Partita Amabile et autres uvres pour guitare
- Larghetto pour alto (ou violoncelle) et piano (1937, rev 1966)
- Lyrisk episod (Lyrical Episode) pour alto et piano, Op.29 (1944)

### Musique vocale
- Mélodies